# Tourville (Québec)
Pour les articles homonymes, voir Tourville.
Tourville  est une municipalité dans la municipalité régionale de comté de L'Islet au Québec (Canada), située dans la région administrative de Chaudière-Appalaches.

## Toponymie
Le nom de la municipalité est issu du patronyme Tourville, signifiant « celui qui est originaire de Tourville », nom de lieu fréquent en Normandie et qui signifie la ville, au sens ancien de « domaine rural » (voir vilain), de T[h]or ou Thori[r] noms de personne norrois et vieux danois. 

## Histoire
La paroisse de St-Clément-de-Tourville a été érigée en 1919, mais on y habitait bien avant. Une route (la 204), encore parfois appelée route Elgin, fut construite entre 1854 à 1859, soit à l’époque du gouverneur Elgin, d’où son nom. Déjà, on y exploitait le bois, en particulier le pin. En 1856, un cultivateur de Saint-Roch-des-Aulnaies vint s'établir au lac Noir et creusa la décharge du lac pour faire baisser son niveau en vue d’en faire une prairie. Pour l'hiver, il avait construit une pelle et faisait remonter le niveau d'eau du lac, préservant ainsi les jeunes repousses du gel. À cette époque, le lac était nommé le lac à Luther, qui deviendra plus connu par les anciens sous le nom de « lac à Pitoune », à la suite de la vente de la terre de Luther Morin à Charles Leclerc. Cette famille offrait repas et couchers aux voyageurs et appelait affectueusement la gouvernante "Pitoune".   Plusieurs érablières y produisaient du sucre en 1858, et des moulins à scie étaient en construction sur le long des rivières Ouelle et Le Bras.
De 1905 à 1915, on construit une voie ferrée pour le Transcontinental qui traverse la future municipalité de Charny vers Edmundston. Deux hôtels y sont déjà construits pour héberger les voyageurs. Une usine de réparation de locomotives (Round House) est bâtie, en plus d'une chute à charbon, d'un réservoir d'eau et d’une gare au nom d'un ancien gouverneur général du Canada "Monk". L'usine de réparation sera fermée plus tard, soit en 1954 et, sera remplacée en 1958 par le moulin à scie de Napoléon Gagnon qui brûlera en 1972. La gare fut démolie en 1982 et les rails, ainsi que la route pour motoneiges et VTT, furent enlevées en 1986. (Réf.  (ISBN 2-9803702-0-7))
La population est maintenant (2010) réduite à 697 habitants, pour une superficie de 161,51 km2.

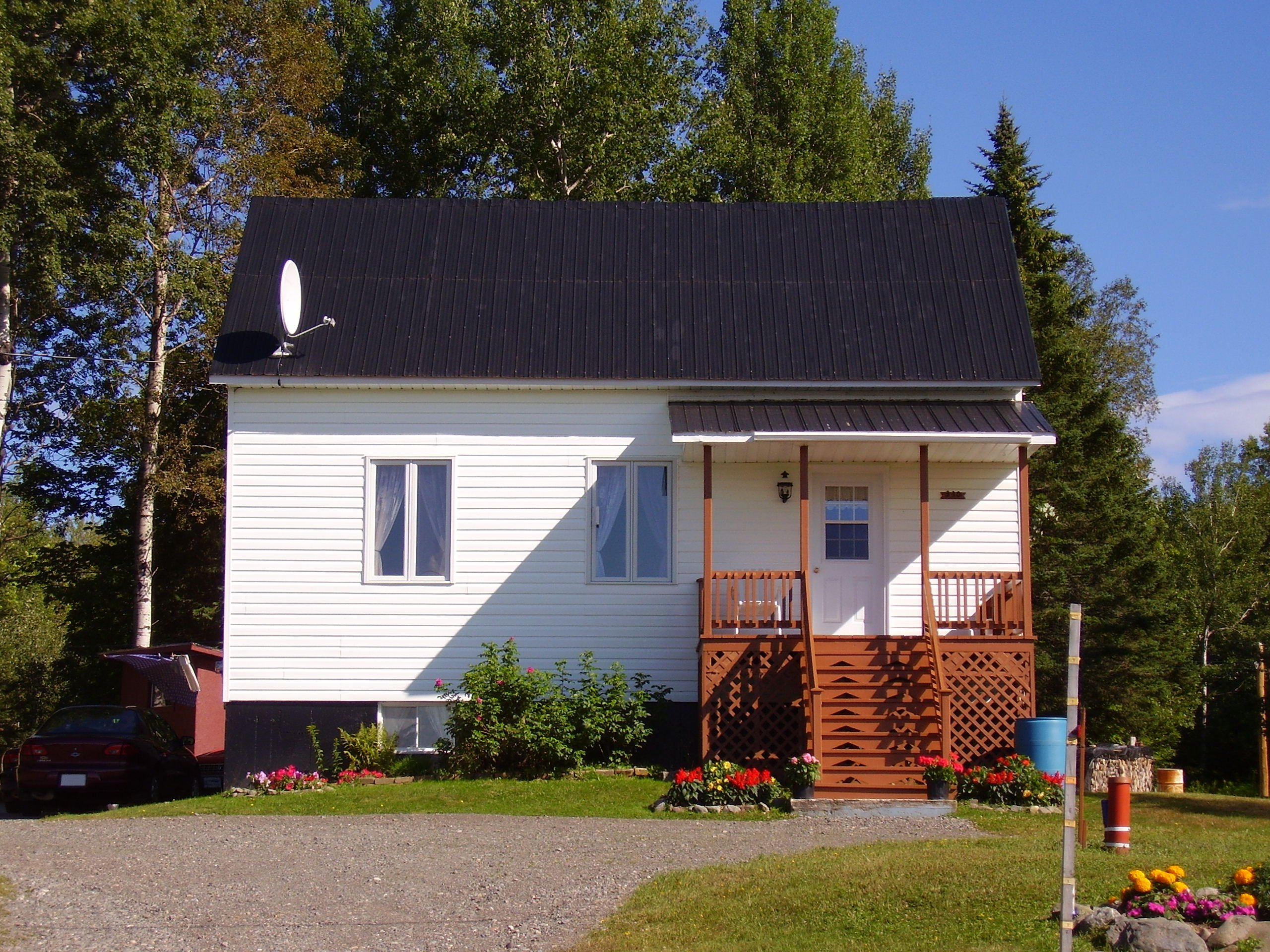
Ancienne école de Tourville.

En 1918, l'abbé Martin, curé de la paroisse voisine de Sainte perpétue, construit à la pointe sud de l'écluse du Lac Therrien, un chalet à deux étages pour pratiquer la pêche. Ce secteur connu alors sous le nom de Beaubien a donné du travail pour une soixantaine de personnes pour y faire la coupe du bois et la drave sur la rivière Le Bras et Ouelle. C'est en effet la Power Lumber, en 1923 qui s'y activait.
Suivi en 1926 de la construction par la compagnie La Rivière Ouelle Lumber d'un moulin a scie fonctionnant à la vapeur pour transformer en bois d'œuvre les billots récoltés. En 1927 le CNR y construisit une voie d'évitement pour permettre le chargement du bois. Une vingtaine de familles vinrent s'installer sur les bords du lac. En 1928 une école y fut construite. Le Moulin du lac cessait ses activités en 1939.

### Chronologie
- 14 novembre 1918 : Érection de Peter Tourville.

## Géographie
À partir du lac Therrien, dans le sud-ouest de la municipalité, le Bras de la Rivière Ouelle coule vers le nord-est jusqu'à sa confluence avec la rivière Ouelle qui traverse la municipalité du sud-est vers le nord-est.
La rivière du Rat Musqué coule vers le nord de la municipalité jusqu'à sa confluence avec La Grande Rivière qui traverse le nord-est de la municipalité du sud-est vers le nord-est.

## Démographie
| 1996 | 2001 | 2006 | 2011 | 2016 | 2021 |
| ---- | ---- | ---- | ---- | ---- | ---- |
| 800  | 714  | 730  | 633  | 589  | 576  |

## Administration
Les élections municipales se font en bloc pour le maire et les six conseillers.
| Tourville Maires depuis 2002                                                                                         |               |         |          |
| Élection | Maire         | Qualité | Résultat |
| 2002 | Raymond Caron |         | Voir     |
| 2005 | Michel Anctil |         | Voir     |
| 2009 | Michel Anctil | Voir    |          |
| 2013 | Benoit Dubé   |         | Voir     |
| 2017 | Benoit Dubé   | Voir    |          |
| 2021 | Benoit Dubé   | Voir    |          |
| Élection partielle en italique Depuis 2005, les élections sont simultanées dans toutes les municipalités québécoises |               |         |          |